# National Scenic Byway

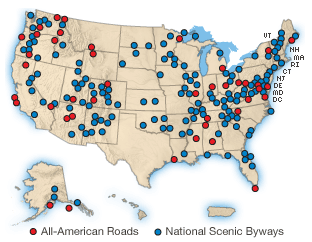
Kaart van de verenigde Staten met de locaties van de verschillende wegen

Een National Scenic Byway is een weg in de Verenigde Staten die door het Amerikaanse Ministerie van Transport erkend wordt als belanghebbend vanwege een of meer van zes intrinsieke kwaliteiten. De weg moet zich in archeologisch, cultureel, historisch, natuurlijk, recreatief of landschappelijk opzicht onderscheiden en daarmee van zichzelf al een toeristische bestemming zijn. Het programma is in 1991 door het Amerikaans Congres opgezet om de schilderachtige maar vaak minder bereisde wegen van het land te behouden en te beschermen en om toerisme en economische ontwikkeling te bevorderen. Het National Scenic Byways Program (NSBP) wordt beheerd door de Federal Highway Administration (FHWA). 
Er wordt onderscheid gemaakt in National Scenic Byways (NSB) die aan een criterium voldoen en All-American Roads (AAR), die aan twee of meer criteria voldoen. In bijna alle staten is een of meer van deze wegen te vinden. Een aantal routes loopt door meerdere staten en er zijn routes die in een rondje lopen. 

## Voorwaarden
Voordat een route een status krijgt volgt een nominatieprocedure. Om als National Scenic Byway erkend te worden moet een weg zich op een van de zes intrinsieke eigenschappen onderscheiden. Om een All-American Road te worden genoemd, moet een weg zich op minimaal twee van de zes eigenschappen onderscheiden.
LandschapHier gaat het om de visuele ervaring, zoals bij vergezichten, bossen en rivieren.
NatuurHierbij gaat het om kenmerken die dateren van vóór de komst van de mens en kunnen geologische formaties, fossielen, landvormen, waterlichamen, vegetatie en dieren in het wild omvatten. Er kan sprake zijn van menselijke activiteit, maar deze mag de natuurlijke kenmerken slechts minimaal verstoren.
HistorieHierbij gaat het om de historische waarde van het gebied, die wel terug te zien moet zijn in het landschap, ofwel door het landschap zelf, ofwel door de gebouwen die men onderweg tegenkomt.
CultureelCulturele kenmerken omvatten o.a. ambachten, muziek, dans, rituelen, festivals, spraak, eten, speciale evenementen of lokale architectuur
ArcheologischHierbij gaat het om zowel historische als prehistorische vindplaatsen en ruïnes.
RecreatieHierbij gaat het om de mogelijkheid te kunnen recreëren in de natuur.
Om een status te krijgen dienen de betreffende staten een plan te overleggen over hoe de eigenschappen van de weg, bijvoorbeeld het landschap, in stand gehouden zullen worden.

## Gallery

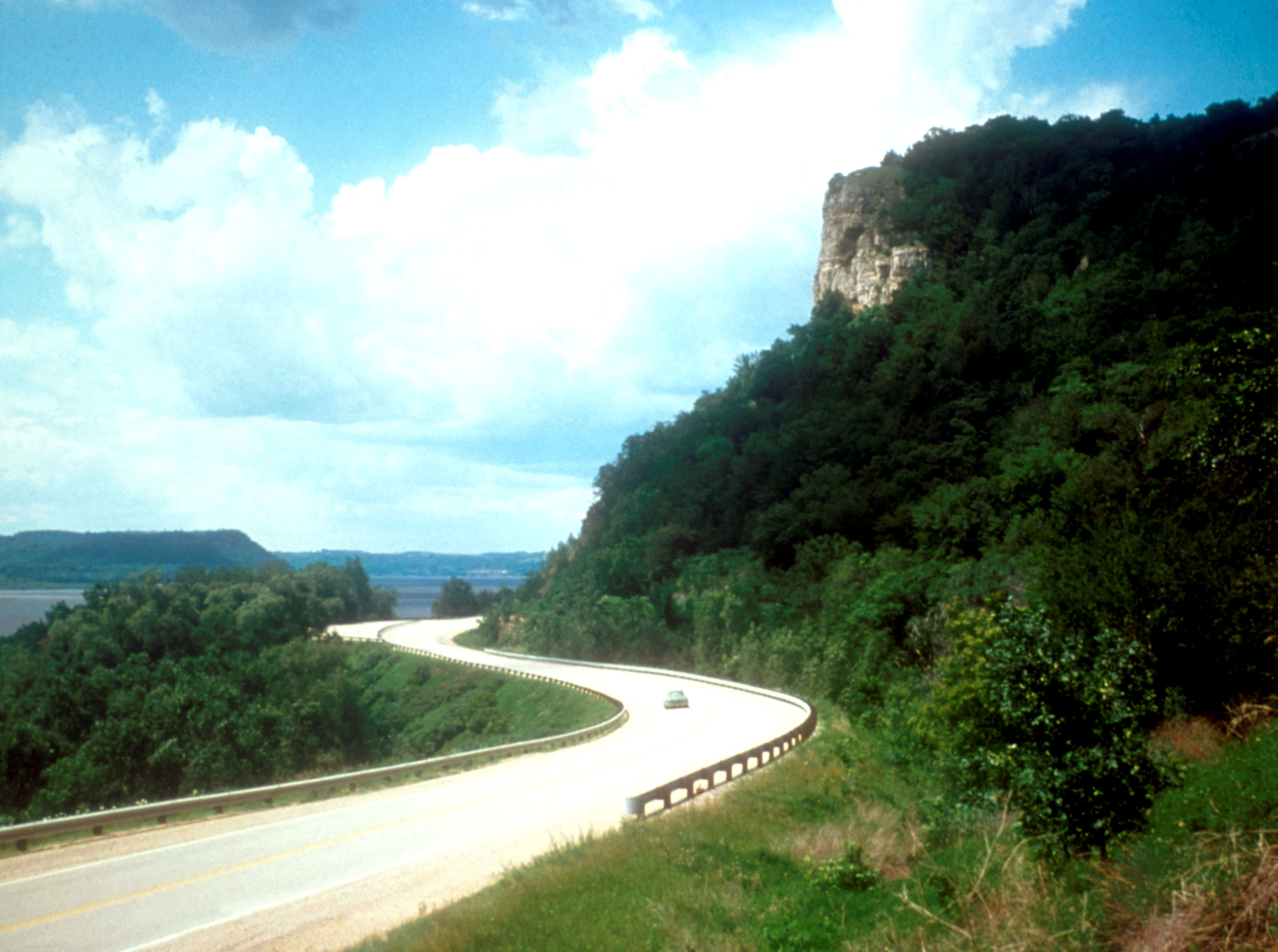
De Great River Road die van noord naar zuid, door tien staten de route van de Mississippi volgt.
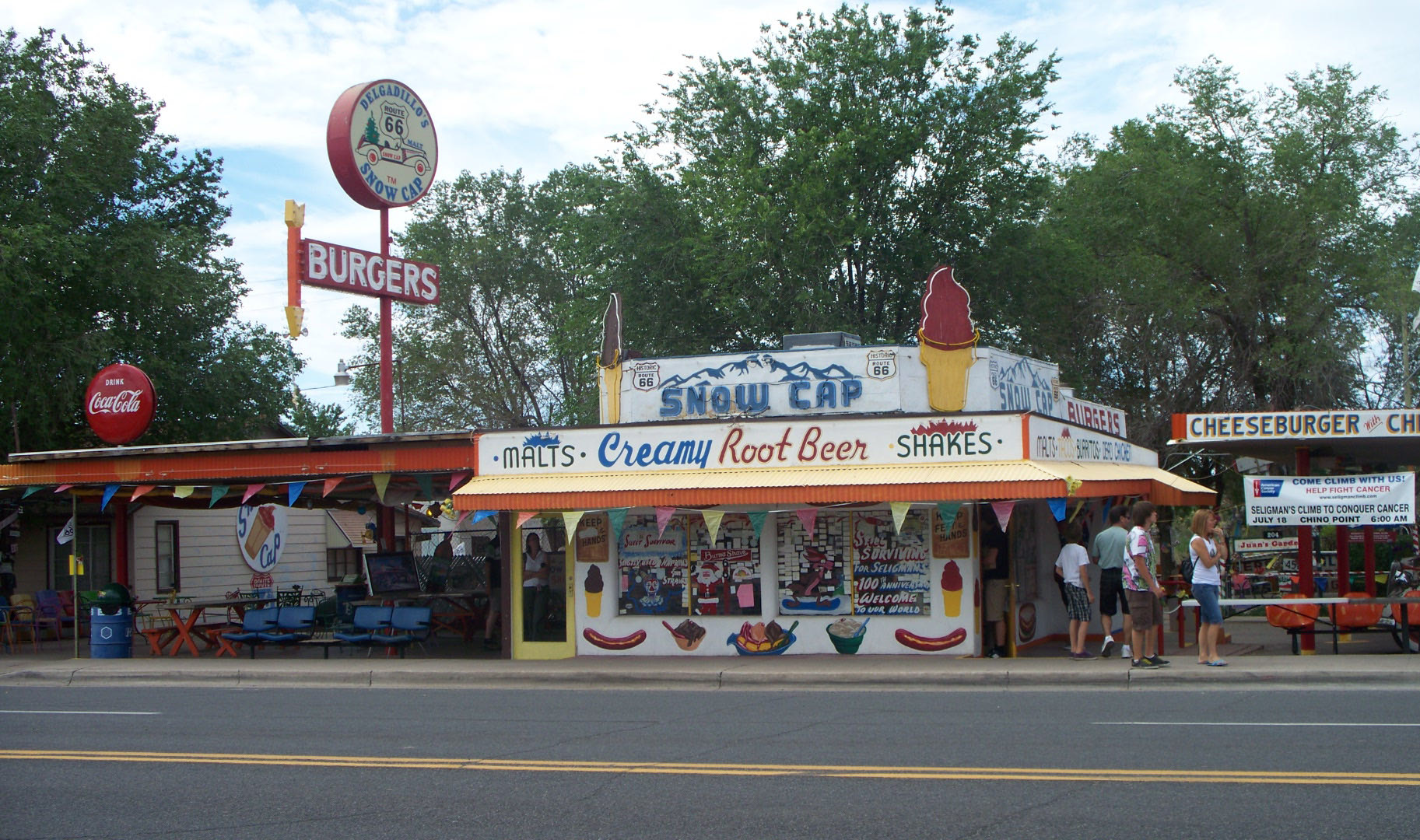
Een vintage drive-in restaurant langs de voormalige U.S. Route 66. Deze weg heeft een belangrijke culturele betekenis waardoor delen ervan nu een National Scenic Byway zijn.
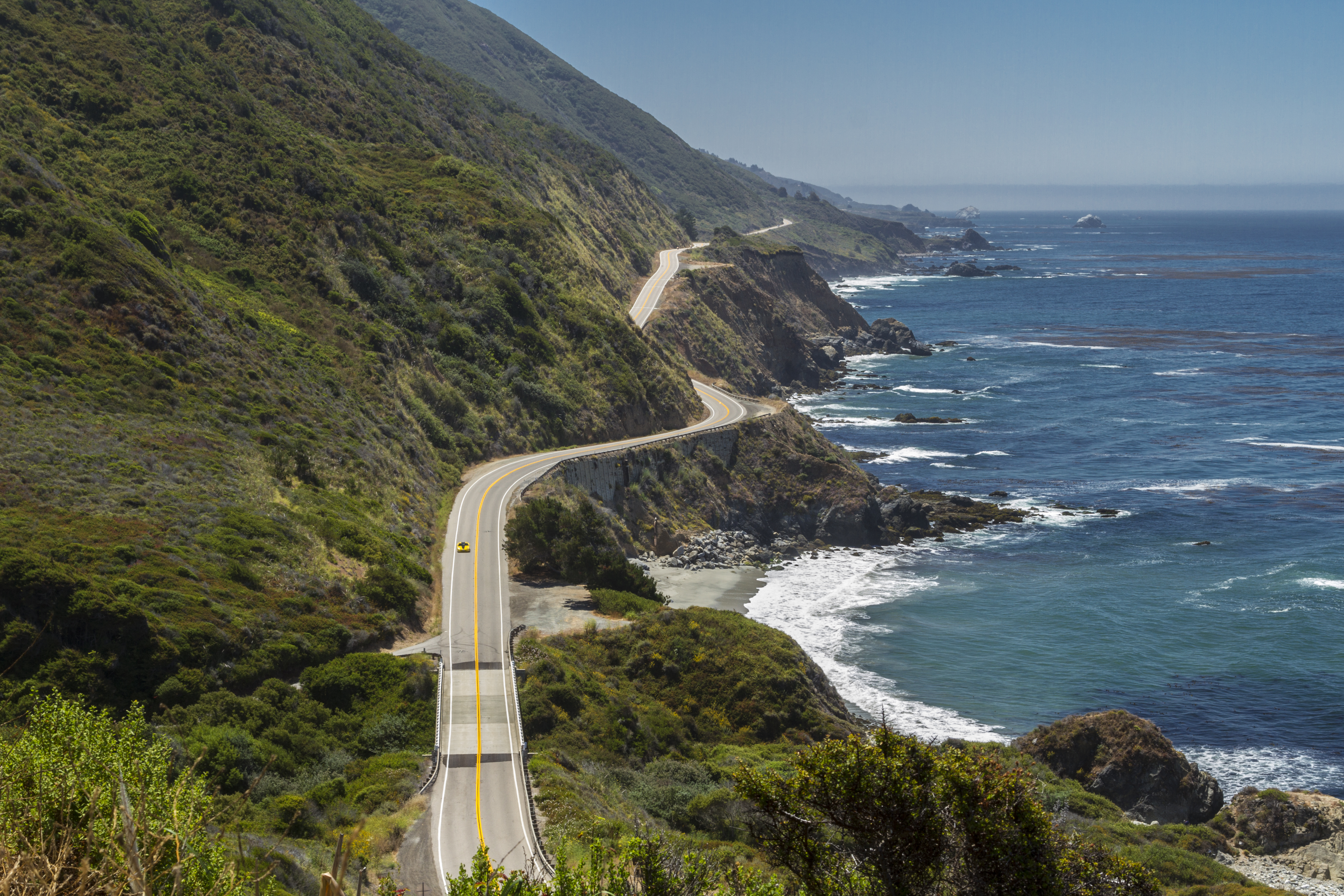
De Big Sur Coast Highway is een All American Road en onderdeel van de California State Route 1 die de kust volgt.
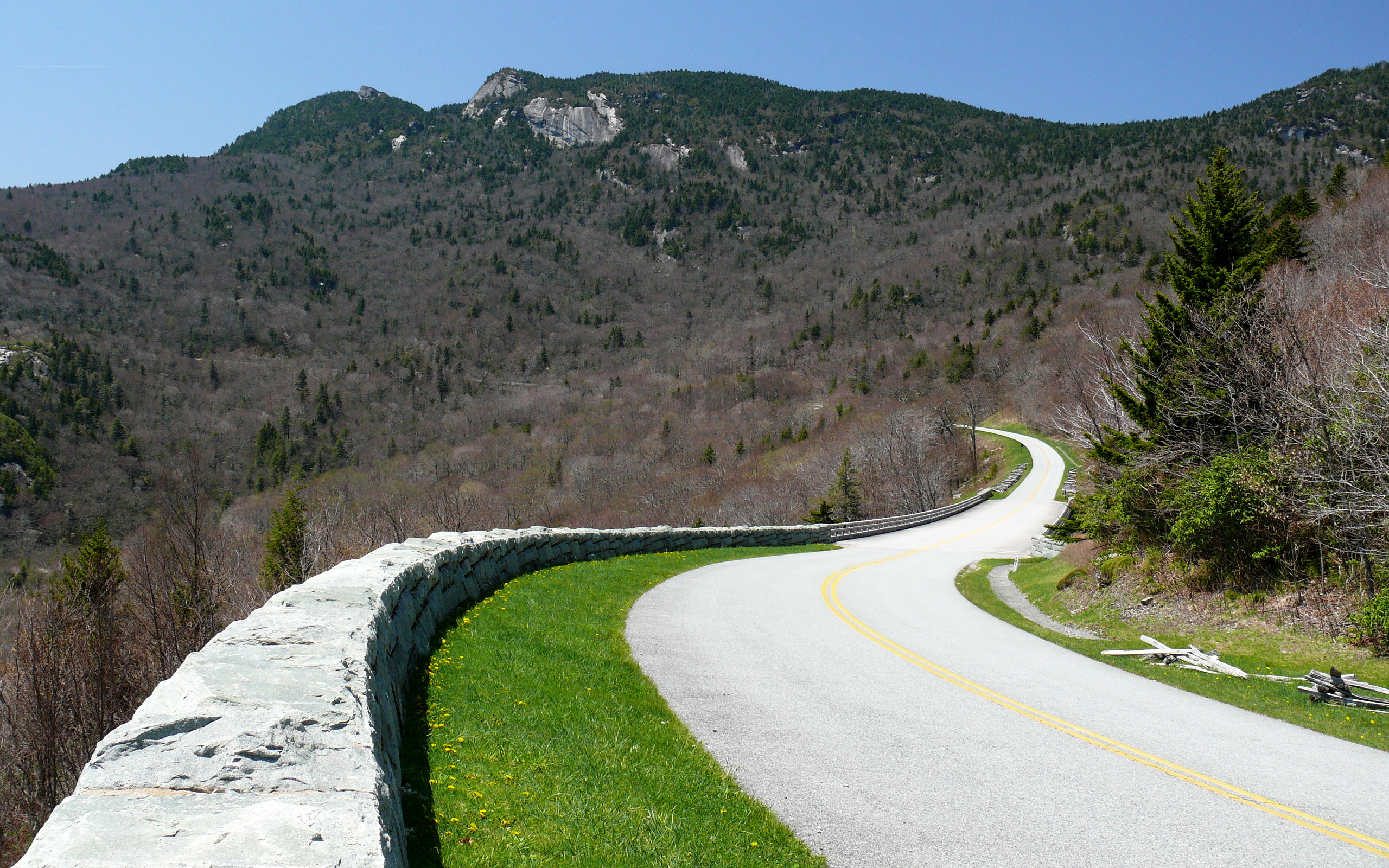
De Blue Ridge Parkway loopt door Virginia en North Carolina. Deze was in 1996 de eerst All American Road.
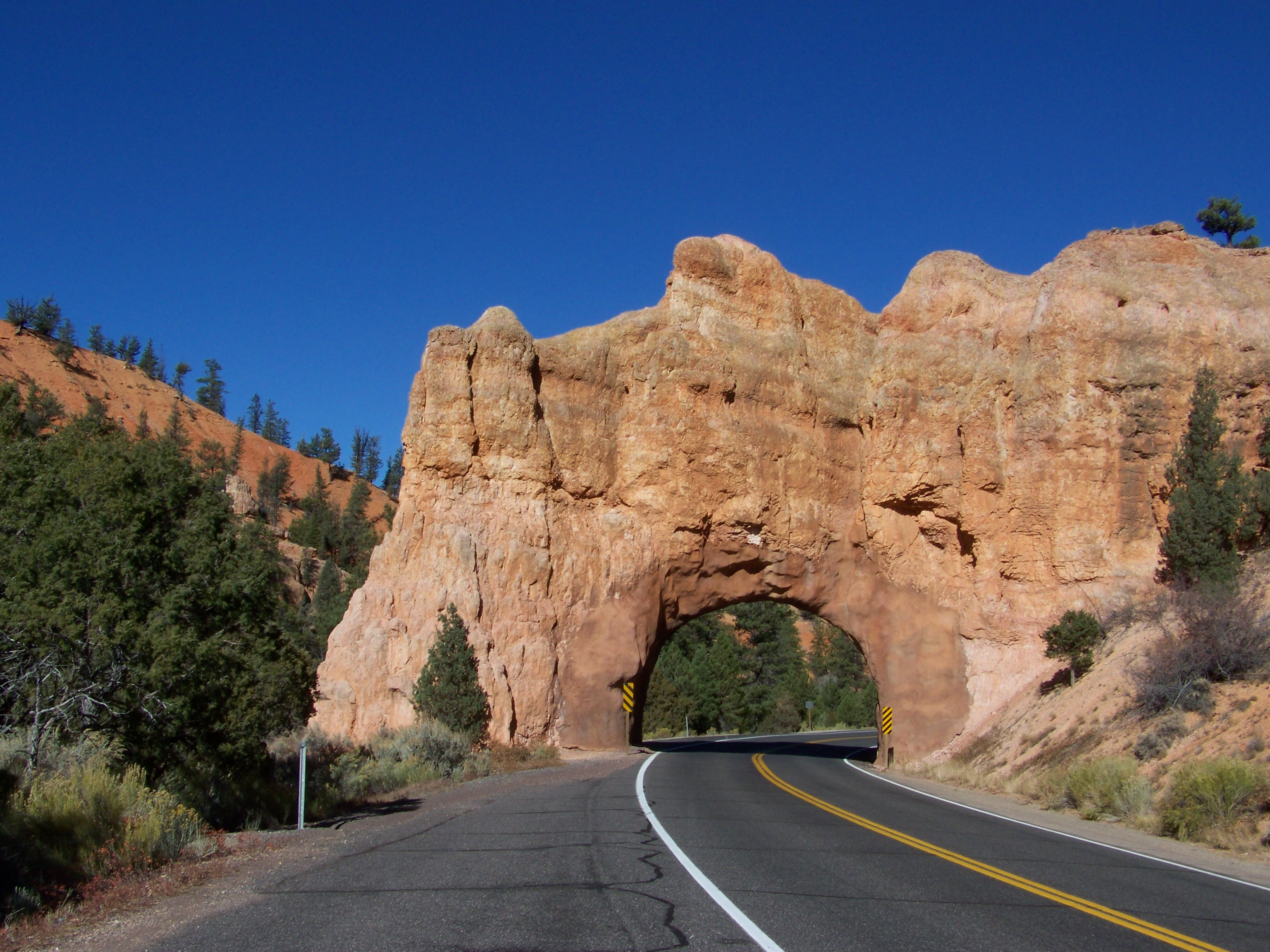
Een tunnel door de rotsen langs Utah State Route 12. Dit deel van de weg loopt door het Dixie National Forest
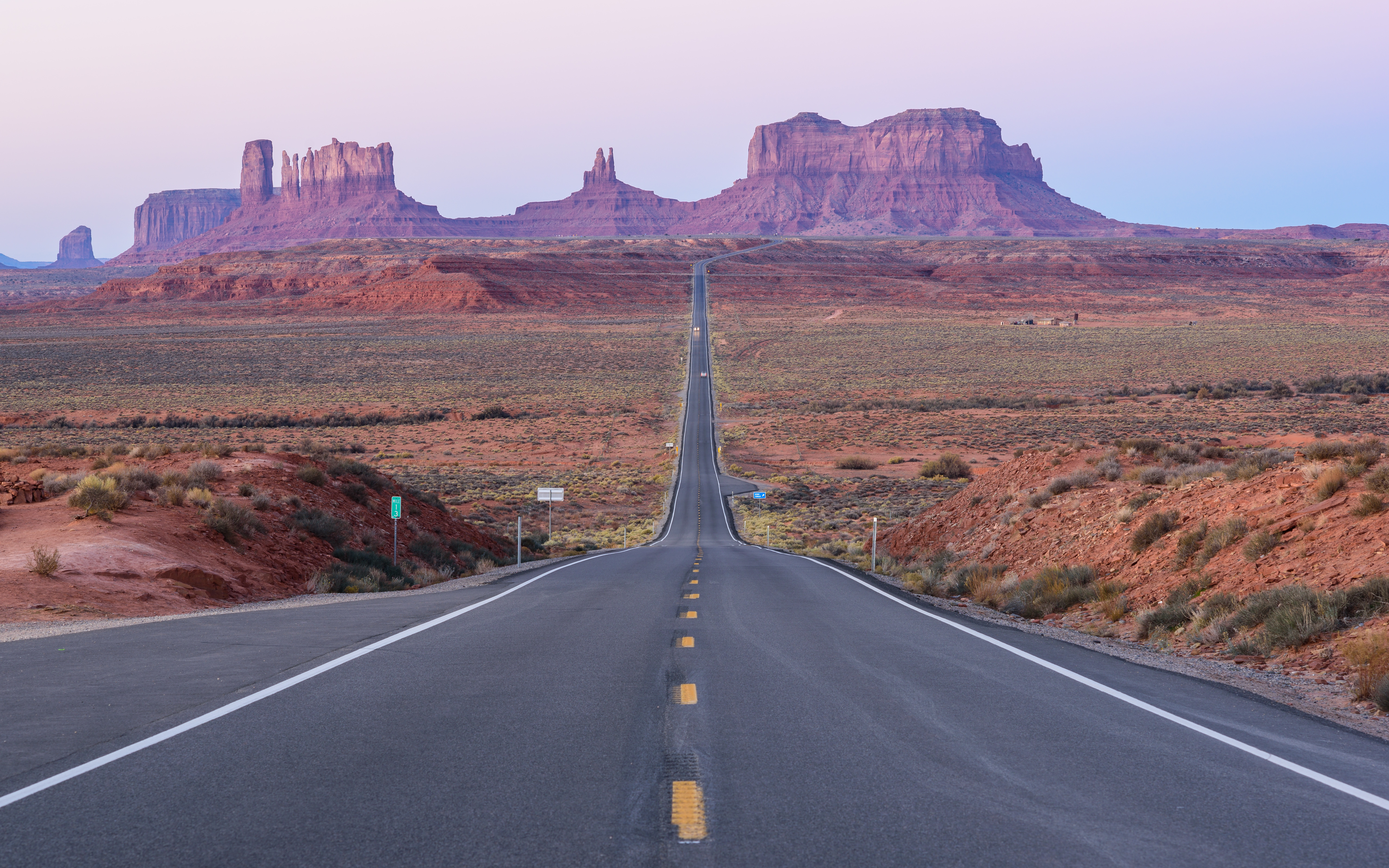
U.S. Route 163 loopt dwars door Monument Valley en is onderdeel van de National Scenic Byway; Trail of the Ancients
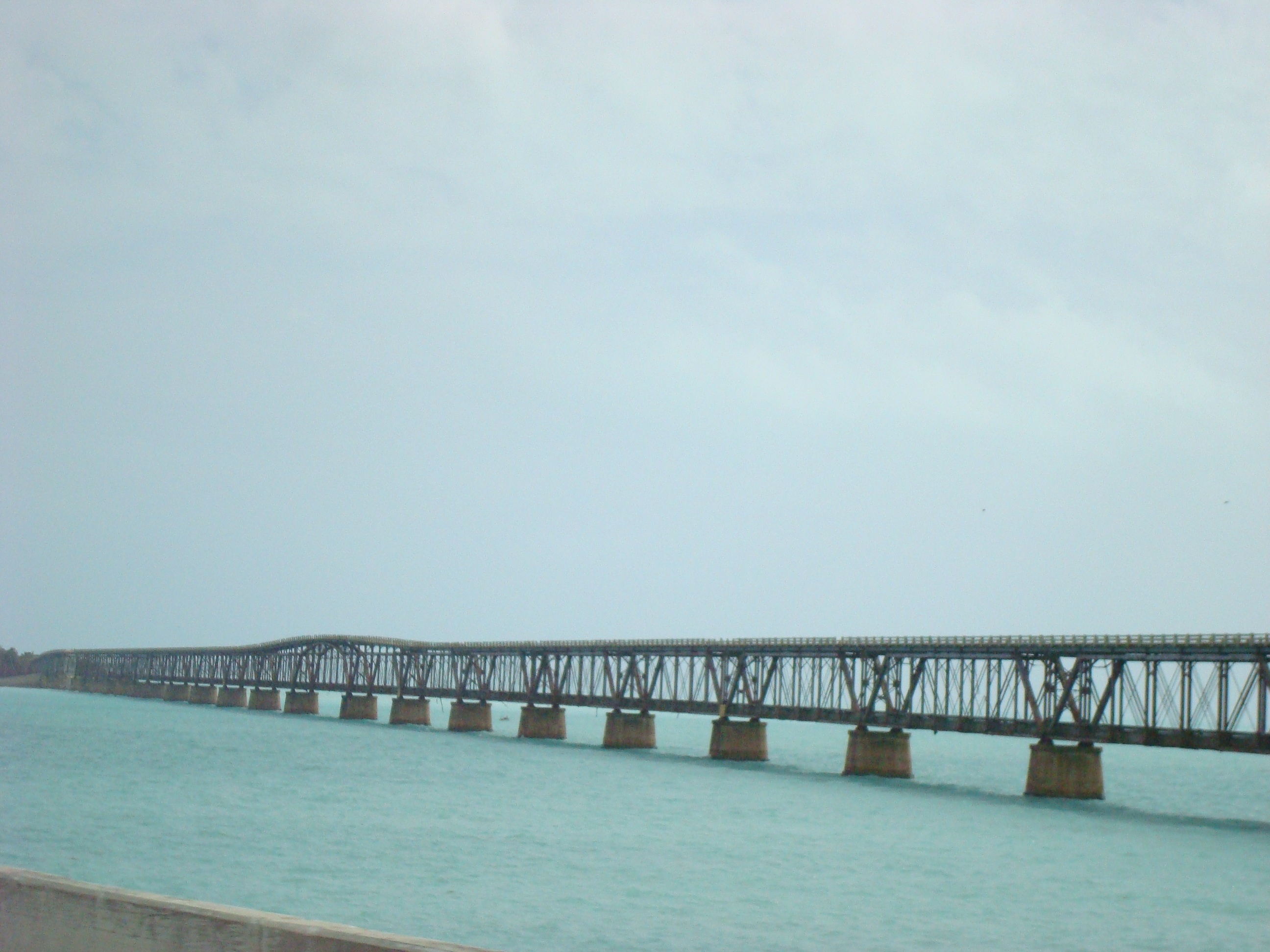
De Overseas Highway langs de Florida Keys
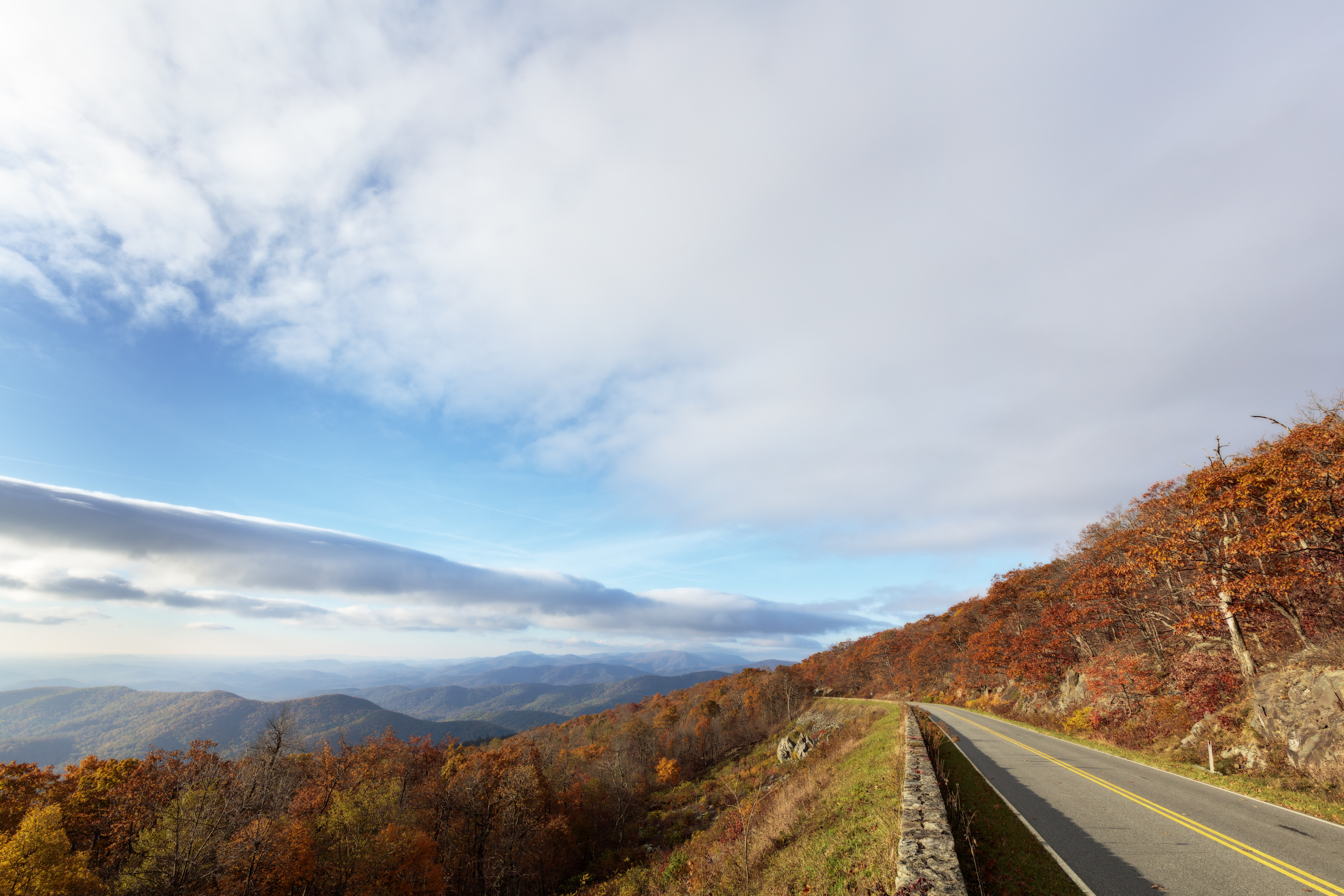
Uitzicht vanaf Skyline Drive die door Shenandoah National Park loopt.